# 蕭阿魯帯
蕭阿魯帯（しょう あろたい、生没年不詳）は、遼（契丹）の軍人。字は乙辛隠。契丹烏隗部の出身。

## 経歴
乣詳穏の蕭女古の子として生まれた。若くして騎射を習い、兵法に通暁した。清寧年間に初めて出仕し、本部司徒に累進し、烏古敵烈統軍都監に転じた。咸雍8年（1072年）、烏古敵烈部詳穏となり、左監門衛上将軍の位を加えられた。
太安7年（1091年）、山北路副部署となった。太安9年（1093年）、達理得と抜思母の2部が進攻してくると、阿魯帯は兵を率いて迎撃した。達理得部は家畜を略奪して去ろうとしたが、阿魯帯はこれを追撃し、略奪された家畜を奪回し、渠帥数人を斬った。この冬、達理得部が300人あまりを率いて辺境を侵すと、阿魯帯は再びこれを迎撃し、200人あまりを斬首した。左金吾衛上将軍の位を加えられ、蘭陵県公に封じられた。寿昌元年（1095年）、抜思母部の進攻を撃退し、功績により同中書門下平章事の位を加えられ、爵位は郡公に進み、西北路招討使に転じた。
乾統3年（1103年）、北宋の捕虜で送還すべき者を奴隷としていたことが発覚して罪に問われ、免官された。後に再び任用されたが、老病のため致仕し、死去した。

## 伝記資料
- 『遼史』巻94 列伝第24